# Vledderveen
Vledderveen (52° 53′ N, 6° 11′ L) é uma cidade dos Países Baixos, na província de Drente. Vledderveen pertence ao município de Westerveld, e está situada a 26 km, a noroeste de Hoogeveen.
Em 2001, a cidade de Vledderveen tinha 185 habitantes. A área urbana da cidade é de 0.11 km², e tem 74 residências.
A área de Vledderveen, que também inclui as partes periféricas da cidade, bem como a zona rural circundante, tem uma população estimada em 350 habitantes.